# Geschichte des Lautsprechers
Die Geschichte des Lautsprechers beginnt 1861 als rein mechanische Konstruktion, die als Nebenprodukt der Telefonentwicklung entstand.

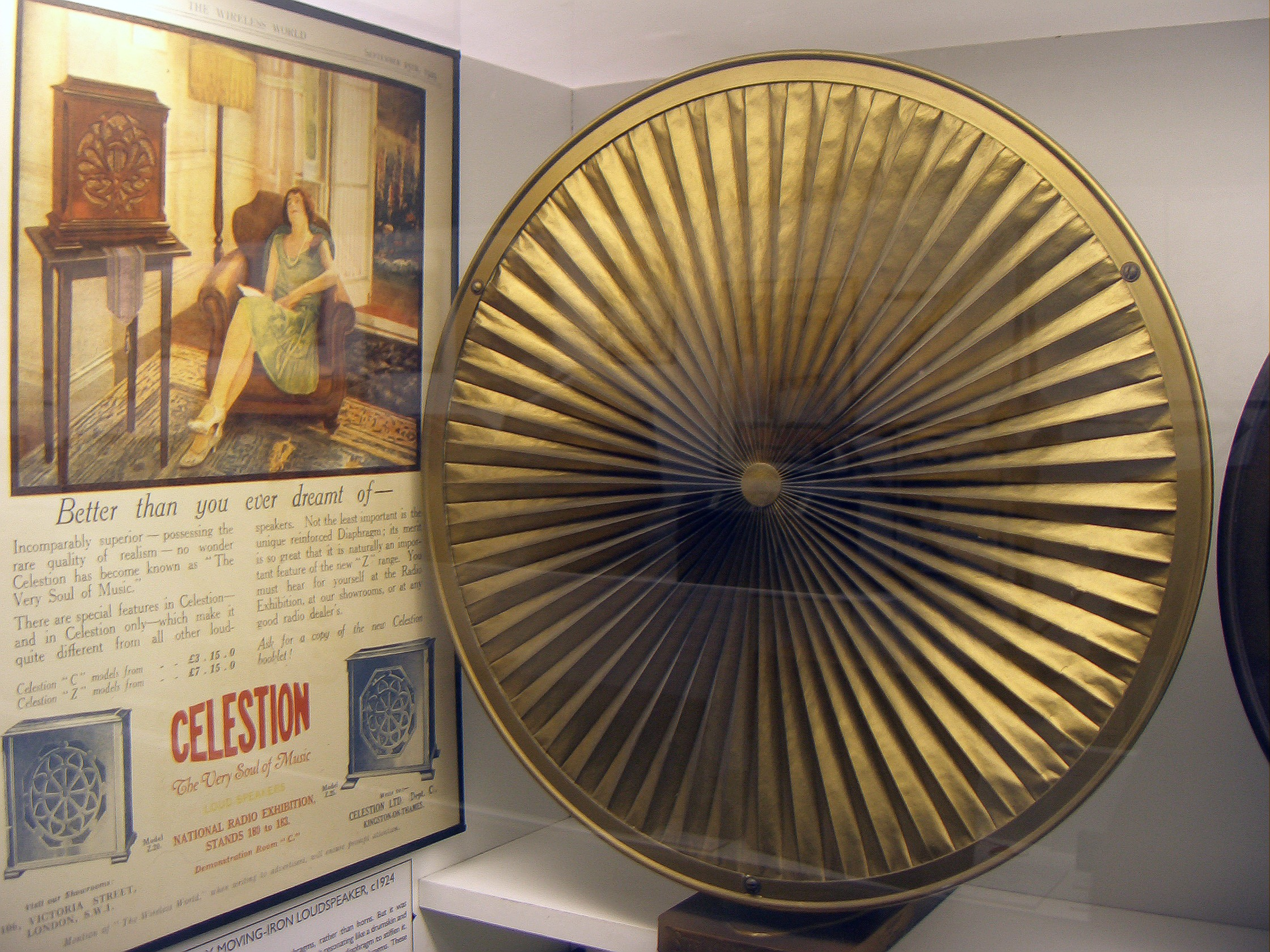
Historischer magnetischer Lautsprecher der Firma Celestion aus dem Jahr 1924

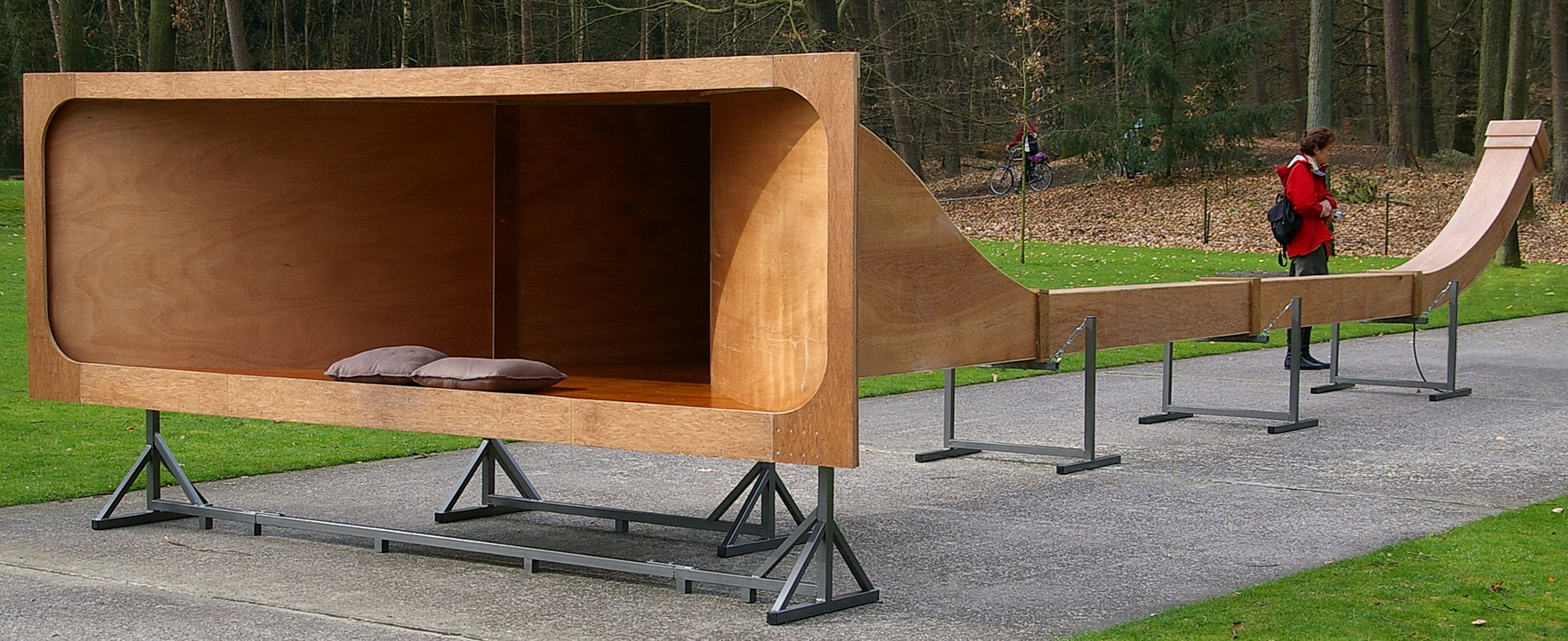
Lautsprecher als Kunstobjekt

Das Patent für die ersten elektrischen Lautsprecher wurde 1878 erteilt, jedoch erst 1925 öffentlich präsentiert. Darauf folgend wurde der Wirkungsgrad, die Größe und die Wiedergabetreue optimiert, wobei das Grundprinzip des elektrodynamischen Lautsprechers unverändert blieb, das noch heute für 90 % der Lautsprecher eingesetzt wird.

## Elektrodynamischer Lautsprecher

### Entwicklung des Telefons als Startschuss
Die Erfindung des Lautsprechers geschah im direkten Zusammenhang mit der Entwicklung des Telefons. Folglich hat der Lautsprecher wie das Telefon nicht einen direkten Erfinder, sondern mehrere Ahnen.
Antonio Meucci führte 1860 eine für seine kranke Frau und ihn erfundene Fernsprechverbindung vor.
Am 26. Oktober 1861 stellte der Volksschullehrer Philipp Reis das von ihm erfundene Telefon beim Physikalischen Verein in Frankfurt vor. Es gelang ihm aber nicht, seiner Umwelt die Bedeutung seiner Erfindung zu vermitteln. Alexander Graham Bell entwickelte, auf den Erfindungen von Reis und Meucci aufbauend, das Telefon zur Marktreife weiter. Die Erfindung des Schallwandlers fand somit sozusagen nebenbei statt.

### Verfeinerung des Prinzips
Werner von Siemens hat 1878 ein Patent für den noch heute gebräuchlichen elektrodynamischen Lautsprecher erhalten. Diese Konstruktion war schon sehr ausgereift, mit feststehendem (Hufeisen-)Magnet, beweglicher Schwingspule und beweglicher NAWI-Membran (NAWI steht für nicht abwickelbar). Sein Pech war das Fehlen geeigneter Verstärker. Als Begründer der modernen Lautsprecher gilt in England der an der Universität Birmingham lehrende Physikprofessor Sir Oliver Lodge, der im Jahre 1898 die Gesetze des Elektromagnetismus anwandte, um eine Versuchsanordnung aufzubauen, die durch elektrischen Strom hervorgerufene Laute erzeugt. Für die im heutigen Sinne naturgetreue Wiedergabe von Klängen taugte der primitive elektromagnetische Lautsprecher mit feststehender Spule und beweglichem Eisenkern noch nicht.

### Marktreife
27 Jahre später präsentierte die erste Funkausstellung in Berlin im Jahre 1925 mit dem Blatthaller den ersten elektrodynamischen Lautsprecher, eine Konstruktion von gut einem Meter Länge, die ein feststehendes Magnetsystem und einen beweglichen stromdurchflossenen Leiter besaß. Im gleichen Jahr hatten Edward Kellog und Chester Rice von der amerikanischen Firma Western Electric den elektrodynamischen Lautsprecher entwickelt, wie er im Prinzip heute noch in weit über 90 Prozent aller Lautsprechersysteme eingebaut wird. Er besitzt eine bewegliche Schwingspule, die mit einer Konusmembran verbunden ist und sich im Takt des durch sie hindurchfließenden Stroms von dem sie umgebenden Magnetfeld abstößt. Da es keine leistungsstarken Verstärker gab, musste der Lautsprecher Wirkungsgrad extrem hoch sein, was zu sehr großen Hörnern zur Schallverstärkung führte. Bei der Kino- und Saalbeschallung, für die diese Hornlautsprecher eingesetzt wurden, waren die enormen Abmessungen kein Problem.
Ein technisches Problem blieb: Dauermagnete mit ausreichender Kraft (magnetischer Induktion bzw. magnetischem Fluss) gab es zu Anfang des 20. Jahrhunderts noch nicht, und deshalb erzeugten damals Elektromagnete das erforderliche Magnetfeld. Der Engländer deutscher Abstammung Paul G. A. H. Voigt zählt zu den Pionieren der Lautsprecher mit Permanentmagnet; nachdem er mit seiner 1927 gegründeten Firma Lowther Voigt Ltd. zunächst Schallwandler mit „Energized Magnet“ hergestellt hatte, präsentierte er im Jahr 1936 den ersten Prototyp eines Lautsprechers mit „Permanent Magnet“.

### Moderne Lautsprecher
Die Ära des modernen Lautsprechers beginnt mit den Arbeiten des Australiers Albert Neville Thiele und des US-Amerikaners Richard H. Small, die ab 1951 die Wechselwirkungen zwischen dem Lautsprecher und seinem Gehäuse auf eine theoretisch fundierte Grundlage stellten (Thiele-Small-Parameter) und die Voraussetzungen dafür erarbeiteten, dass relativ kleine Lautsprecherboxen heute erstaunlich tiefe Frequenzen abstrahlen können. So verwundert es nicht, dass die Mehrzahl der heute aktiven Lautsprecherhersteller sich erst in den sechziger und frühen siebziger Jahren gründeten.
Den für die Analyse und Simulation direktstrahlender Lautsprecher wesentlichen Beiträgen von Thiele und Small gingen zahlreiche theoretische Abhandlungen über akustische Elemente voraus, von den vor allem Elements of Acoustical Engineering (1940) von Harry F. Olson zu nennen ist.
Henry Kloss schrieb im Lautsprecherbau Geschichte, da er die Aufhängung der Membran zur Vollendung brachte.

## Neuere Entwicklungen
Neuere Entwicklungen zeigen eine generell andere Generation von Lautsprechern. 1978 gründete Jon Dahlquist mit der Unterstützung von Saul B. Marantz die Firma Dahlquist, die erste Lautsprecher ohne Gehäuse und Simulation von Flächen aus einem phasenrichtigen Array von Wandlern präsentierte. Stanley Marquiss – der die Firma ESS gegründet hatte – ging noch weiter und präsentierte den ersten wirklich flachen Lautsprecher zur Aufbringung auf die Wand im Jahr 1983.
1993 entstand der von Ken Heron entwickelte Distributed Mode-Lautsprecher, der gezielt Partialschwingungen zur Schallerzeugung nutzt.
Richtlautsprecher wurden bis 2007 nur als Speziallautsprecher mit starker Richtcharakteristik zur gezielten Beschallung definierter Hörzonen eingesetzt. Der Einsatz erfolgte demnach nur in akustisch zur Sprachwiedergabe ungeeigneten Räumen oder in Umgebungen mit gleichzeitigem Mikrofonbetrieb zur Minimierung von Rückkopplungen auf Basis von Wandkern in Nierencharakteristik. Tony Hooley von 1, Ltd. nutzte 2007 in seinen Soundprojektoren mehrere Piezo-basierte Wandler als Richtlautsprecher, um ein Surround-System aus einer Box heraus zu konstruieren.
Elwood („Woody“) Norris setzte 1996 Richtlautsprecher in Ultraschalltechnologie ein, um flache Lautsprecher zu realisieren: Dabei werden dem Ultraschall Hörfrequenzen aufmoduliert. Infolge nichtlinearer Eigenschaften der Luft werden diese stark gebündelten Frequenzen in einiger Entfernung wieder hörbar. Beim Hypersonic-Sound-System (HSS) nutzt man gezielt glatte Flächen, um den Ton zu demodulieren und wieder in den Raum aufzufächern.
Eine weitere Möglichkeit, flache Lautsprechergehäuse zu realisieren, sind Biegewellenwandler, beispielsweise in Manger-Lautsprechern oder Braun LE 01 (2020) eingesetzt.
Eine weitere Sonderform ist die Wellenfeldsynthese. Im Gegensatz zur klassischen Zweikanal- und Mehrkanal-Stereophonie wird nicht nur versucht, den Klangeindruck in einem begrenzten Raumbereich (Hot Spot) nachzubilden, sondern die originale Wellenfront zu generieren. Dadurch entsteht in weiten Bereichen des gesamten Hörraumes ein authentisch wirkender Klang.